# Bogusław Semotiuk
Bogusław Andrzej Semotiuk (ur. 7 lipca 1952 w Łodzi) – polski aktor teatralny i filmowy. 

## Życiorys
W 1979 roku ukończył studia na Wydziale Aktorskim w PWSFTviT w Łodzi. Występował w Teatrze im. Stefana Jaracza w Łodzi. W latach 2001–2004 był dyrektorem Bałtyckiego Teatru Dramatycznego im. Juliusza Słowackiego w Koszalinie, a w latach 2004–2007 Teatru Nowego w Słupsku.
Jest pedagogiem na Wydziale Aktorskim w łódzkiej PWSFTviT, oraz na Wydziale Wokalno-Aktorskim Akademii Muzycznej w Łodzi.
W 2004 roku uzyskał stopień doktora habilitowanego, a w 2012 roku tytuł profesora sztuk teatralnych.

## Filmografia
- 1976: Daleko od szosy – Staszek, chłopak Bronki
- 1978: Akwarele – Jarek
- 1978: Ślad na ziemi – Turkawiec
- 1981: Klejnot wolnego sumienia – Mikołaj Bielecki
- 1984: Vabank II czyli riposta – celnik polski
- 1984: Zdaniem obrony – celnik
- 1986: Blisko, coraz bliżej – sztygar Ring
- 1987: Między ustami a brzegiem pucharu – Paul von Schenich
- 1988: Desperacja – Wolski Włodzimierz
- 1988: Powrót do Polski – podporucznik Bohdan Hulewicz
- 1988: Rodzina Kanderów – oficer UB
- 1991: Pogranicze w ogniu – Subot
- 1991: Skarga – milicjant w mieszkaniu Stawickich
- 1991: V.I.P. - policjant przy przesłuchaniu Romana
- 1994: Podróż na wschód
- 1999: Pierwszy milion
- 2003: Nienasycenie – profesor Bechmetjew
- 2005: Nie ma takiego numeru – hrabia
- 2008: Plebania - historyk